# ميناء تشينهوانغداو

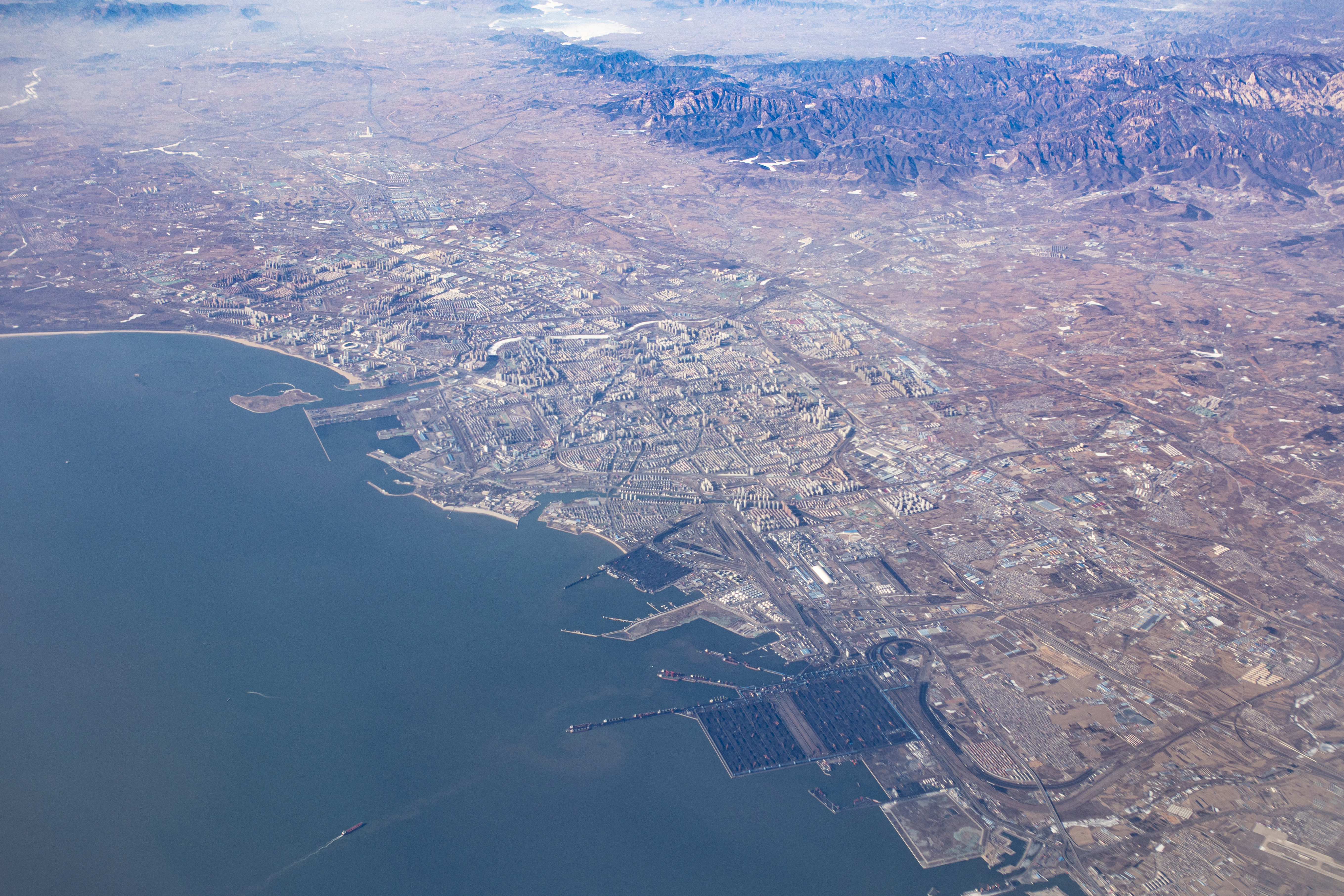
تشينهوانغداو، الصين 2020-04-09

ميناء تشينهوانغداو هو ميناء بحري على بحر بوهاي، الذي يقع في منطقة هايغانغ (الترجمة الحرفية لأسم المنطقة هو المرفأ) في مدينة تشينهوانغداو الحضرية، خبي، جمهورية الصين الشعبية.
جنبا إلى جنب مع ميناء هوانغوا، يعتبر ميناء تشينهوانغداو هو الميناء الرئيسي لنقل الفحم. 
ميناء تشينهوانغداو هو مركز شحن الفحم في البلاد والذي يُنظر إليه أيضًا على أنه مقياس للاقتصاد. كانت قدرة النقل اليومية على الأقل 50 سفينة في اليوم في الماضي. 

## روابط خارجية
- موقع ميناء تشينهوانغداو